# Роста (Дагестан)
Роста — село в Тляратинском районе Дагестана. Входит в состав сельского поселения сельсовет Мазадинский.

## География
Расположено в 11 км к северо-востоку от районного центра — села Тлярата, на правом берегу реки Мазадинка.

## Население
| 1869 | 1888 | 1895 | 1926 | 1939 | 1970 | 1989 |
| ---- | ---- | ---- | ---- | ---- | ---- | ---- |
| 13   | ↗39  | ↘32  | ↘29  | ↘27  | ↗35  | ↗128 |
| 2002 | 2010 | 2021 |      |      |      |      |
| ↘46  | ↗77  | ↘76  |      |      |      |      |